# 帝辛
帝辛（？—前1046年？），子姓，殷氏之始，名受，一名受德，後史隨從周人稱他為紂王、商紂王、殷紂王，是商朝末任君主。夏商周断代工程認為他在前1075年至前1046年在位。
帝辛非常重視農業和生產力發展，實施社會變革，使其国力强盛。在位期间，他持續对东南方的人方（东夷）用兵，直至徹底擊敗，使商疆域擴至江淮一带。由於戰爭持久導致國內空虛，使一向俯伏、自稱“小邦周”的西伯發乘機联合西方各方国一同伐商。在牧野之战中，商軍被周军击敗，帝辛遂自焚，商朝灭亡。周武王在帝辛生前稱他為“商王受”，而在建國之後，給他一個惡谥之名紂（「紂」，綁馬臀的皮帶，引申為殘義損善），因此帝辛以纣王一名为后世人所知。

## 生平

### 幼年
帝辛高大威猛，力大無窮，自幼聪敏过人、反應敏捷，智謀足可使人拒絕規勸，言辭足可文過飾非。《荀子·非相篇》说帝辛“长巨姣美，天下之杰也；筋力超劲，百人之敌也。” 《史记·殷本纪》也说“帝紂資辨捷疾，聞見甚敏；材力過人，手格猛獸；知足以距諫，言足以飾非；矜人臣以能，高天下以聲，以為皆出己之下。”。

### 继位
帝辛继位后，定都于沬（前1082年），后改沬邑为朝歌（今河南淇县），商朝国力逐渐强盛。在位期间继续对人方（周人称之为东夷）、林方、虎方等用兵，在经历了长期的战争之后最终取得了胜利，并将商朝势力扩展到江淮一带。然而，对人方的战争导致了国内空虚，民怨沸腾，但纣王依靠严刑峻法，结果引致众叛亲离，诸侯起兵，最终导致了商朝的灭亡。

### 武王伐纣
公元前1046年（武王元年，周文王十五年），周武王联合西方11个小国会师孟津，对殷商发起进攻。商军主力在东南，无法征调，只得将战俘临时武装起来进行抵抗。而此时帝辛已经受到了众多贵族和巫师等的集体反对，军心涣散，周武王以在距離朝歌（今河南淇縣）七十里外的牧野与商軍交战，商軍倒戈而前军攻击后军。商军因而大败，史称牧野之战。周军随即攻至朝歌。帝辛自知大势已去，便登上鹿台，穿上宝玉衣，以纵火自焚的方式献祭了自己，商朝就此灭亡。帝辛死後頭顱被周武王斬下，懸在白旗，兩位妻妾的頭顱懸在紅旗上，被送入周太廟祭拜周人祖先。
帝辛死后，葬于淇水之滨。
周武王征服商朝之后，改封其子武庚为诸侯，令其统治朝歌一带，又派三个弟弟管叔、蔡叔、霍叔监视其举动。

## 家族關係
- 父親帝乙。
- 庶長兄：微子启，因微子启的母亲地位低下，所以不能成为继承人。[6]一說微子启、微仲、紂王「实则同母」，只是紂王為其母成為王后之後才出生[7]。
- 庶次兄：微仲衍
- 叔父：比干、箕子

### 家庭
- 王后：
  - 妲己
- 后宫：
  - 武庚之母、名字不明
  - 九侯女

- 兒子：武庚

#### 仅封神演义记载的家庭人物
- 王后：
  - 姜王后
- 后宫：
  - 西宮黃貴妃
  - 馨慶宮楊貴妃
  - 王貴人
  - 胡喜媚

- 儿子：殷郊、殷洪

## 文献与考古研究
考古学者认为，殷墟遗址的1567号墓是为帝辛修建的墓，但因为纣王最终于鹿台自焚而未能入葬。
周朝灭商以后，纣王与夏桀一起被当作是暴君的典型。在众多文献中，帝辛是一个实行炮烙之刑，滥杀无辜，开设酒池肉林，穷奢极侈的昏暴之君。他与夏桀并论，在中国一直是暴君的代名词。这一段历史，後人加上想像，寫成了《封神演义》。成語有“助紂為虐”。不过，近年以来有不少人对「暴君紂王」的說法提出怀疑。
关于比干之死，夏商周斷代工程等研究指出其存在疑点。如比干以諫言而死是到春秋時期才有紀載，被商纣王所杀和挖心则是战国晚期的寓言中才出现的说法，距离商末已相隔甚遠；《楚辞·天问》则认为比干是投水而死。諸多文獻表明，隨著歷史推演，对紂王行为的描述显得越來越殘暴，新增的情節也越多，如炮烙之刑詳細紀載為夏桀發明，但之後無緣故地成了紂王之發明，不能排除後人醜化之可能。子貢曾说过：“紂之不善，不如是之甚也。是以君子惡居下流，天下之惡皆歸焉。”認為帝辛許多的罪過並未發生，是被後人所加的。南宋学者罗泌在他的著作《路史》中，也认为商纣王的许多罪行并不真实。
《史記》记载，帝辛“知足以拒諫，言足以飾非”；又說他“好酒淫樂，嬖于婦人，以酒為池，懸肉為林，使男女裸相逐其間，為長夜之飲”；為人凶殘成性；殺害忠臣义士，如其叔父比干；囚禁异己，如西伯昌被幽禁羑里（今河南湯陰）七年之久。他為了觀察胎兒，竟殘忍地讓人剖開孕婦的肚子。他想知道冬天光腳過河的農夫為什麼不怕冷，竟叫人砍掉他的雙腳。《战国策》记载“昔者鬼侯、鄂侯、文王，纣之三公也。鬼侯有23子而好，故入之于纣，纣以为恶，醢（音“醢”）鬼侯；鄂侯争之急，辨之疾，故脯侯；文王闻之，喟然而叹，故拘之于牖里之库百日，而欲令之死。”
《韩非子·喻老》亦有記载：“昔者纣为象箸而箕子怖。”司马迁在《史记·宋微子世家》亦云“纣为象箸，箕子叹曰：彼为象箸，必为玉杯；为玉杯，则必思远方珍怪之物而御之。舆马宫室之渐自此始，不可振也”。
《帝王世纪》记载，帝辛在位期间，西伯的嫡長子伯邑考在殷商做人質，當時負責替帝辛駕車。但某日，帝辛派人烹殺了伯邑考，並將他做成了肉羹賜給西伯昌，並說：「聖人應當不會吃自己兒子做成的肉羹。」西伯昌最後還是吃了肉羹。帝辛評價說：「誰說西伯昌是聖人？吃了自己兒子做成的肉羹尚且不自知。」

### 对暴虐记载的质疑
早在古代，就有少数学者对桀纣的罪状持怀疑态度，例如东汉的王充在《论衡》中就认为“酒池肉林”之说并不可信，南宋的罗泌在《路史》中也认为桀纣的罪状大多相似，而梳理各类文献后认为存在增衍、夸大的情况。随着对商周时期研究的不断深入与甲骨文、青铜器等地下史料的发掘出土，近现代学界质疑帝辛“暴虐”记载的声音越来越大。
据考证，在西周时期的文献中，所宣扬的帝辛的形象虽然负面，但却并没有实质残暴的内容，《尚书·牧誓》中列举的商纣王的罪状只有六条，分别是听妇人的话、不用亲戚为官、任用逃犯为官、不认真祭祀、酗酒和相信自己有命在天，周康王时期的大盂鼎也认为商朝灭亡的主要原因只是将领酗酒误事。
对于这些罪状，例如商朝晚期墓葬中的明器越来越多见，用于祭祀的器物则越来越少见，明显有“薄葬化”的趋势，且从祖甲实行周祭改革以后，更多采用谷物祭祀和舞蹈祭祀，祭祀中用人和用牲逐渐越来越少，祭祀仪式流程也愈发简化，商朝末期人牲和人殉比较少见。此后周人作为后进性民族，吸收并继承了商人和东夷的腰坑殉狗和人祭人殉等习俗，又由于神道设教的需要，人祭人殉习俗仍然在各个诸侯国保持了数百年以上，因此商纣王不认真祭祀在当时背景下反而是比较进步的表现，而周人自然会指责其“不肯事上帝鬼神”、“昏弃厥肆祀，弗答”。且商代只祭祀祖先神和自然神，“天帝”只表现为自然性，周代出于神道设教祭祀天帝，因此清华简《系年》第一章会指责商纣王“不恭上帝”。
雖然殷周時代都存在由婦女擔任的官職，如「世婦」可掌管祭祀、賓客等禮儀，受國君尊崇，但據陈曦、张懋镕、王奇伟、王晖、王瑞英、杜芳琴、何敏、耿超、谢乃和等众多学者研究，西周女性的整体地位相对于商朝大幅下降，主张“妇无公事，休其蚕织”而相对将妇女被排斥于军政事务之外，并开始趋于伦理保守和礼教束缚，这是《尚书·牧誓》中周武王指责商纣王“惟妇人言是用”、“牝鸡之晨”的缘由，同样也是后世儒家排斥性开放的“郑卫之音”并将其视为“纣俗”的原因。
商代方国联盟为主的制度下，政治組織不甚嚴密，儘管商代存在管理、徵集兵眾之行為，如甲骨文中有“登人”、“登众”之句，但整體政治组织形式仍较为松散，诸侯中常有犯人逃往他国，别国逃犯有时则被商王任用；而周代政治组织严密，如《周禮》有“司民”之官，“掌登萬民之數，自生齒以上，皆書於版”；早在周文王就已实行“有亡荒阅”，即在全天下搜捕逃犯，将抓到的逃犯归还给各国，因此获取了部分西土诸侯的支持，周人便在《牧誓》中指责帝辛“乃惟四方之多罪逋逃，是崇是长，是信是使，是以为大夫卿士”。
不用亲戚为官则是商纣王打击守旧派贵族的手段，酗酒则是商朝一直以来的传统。
“天命”则是争议较大的话题，部分学者如晁福林等认为商朝并没有后世的决定朝代兴亡命运的“天命观”，《商书》中的“天命”实际上是“祖宗之命（祖先神的在天之灵能保佑和弃绝自己的生命）”，按这种理解则是帝辛虽然不认真祭祀祖先，却始终相信祖先的在天之灵不会弃绝自己。
顾颉刚等疑古派学者认为，后世文献中有关于商纣王的罪状经历了一个“古史不断层累”的过程，越是晚的时代，其罪状就越多越详细。春秋战国时期作为“古史累积”的爆发期，诸子百家和游士说客不了解历史真相，在寓言故事和杂谈的举例论证中，把作为前朝亡国之君的商纣王当成一个反面教材下的箭垛子，为了宣扬“恶有恶报”，相对于西周时期的原始文献又给纣王增添了不少新罪状，例如作炮烙之刑、把人剁成肉酱、剖割孕妇之胎等。而出土的上博简中的《容成氏》作为成作年代相对较早的文献，其所描述的炮烙之刑只是一种低级趣味的游戏而非酷刑。“剖割孕妇之胎”也是《诅楚文》中秦王宣称的楚怀王的罪状，可见这只不过是战国时期常见的扣给敌人和亡国之君的一种帽子。“把人剁成肉酱”的醢刑在战国秦汉时期也是常见酷刑之一，所以才能在当时的寓言杂说中加到商纣王的身上。再比如《董子》佚文中缠子声称“桀为天下,酒浊而杀厨人。纣王天下，熊蹯不熟而杀庖人”，这是将晋灵公的罪状张冠李戴到作为亡国之君的“桀纣”的身上。因此，《列子·杨朱》中说“天下之美，归之舜禹周孔。天下之恶，归之桀纣”。而对于比干之死，《楚辞·天问》则认为比干是投水自尽。到了汉代以后，统治者继续把帝辛作为反面形象宣传，经过千年积毁，商纣王才被塑造成暴君的典型。
中華人民共和國以降，中国大陆持“殷商奴隶社会说”的历史学者中，有一部分会以牧野之战“奴隶倒戈”的说法作为論述“商纣王残暴”之论据。而主张商朝非奴隶社会的学者，例如无奴学派、西汉封建论者和魏晋封建论者，无人赞成“奴隶倒戈”的说法，通常认为是反对帝辛的守旧派贵族带头發起的叛乱。
根据《左传》等文献以及殷墟甲骨文，帝辛征服了淮夷，派飞廉出使北方，对中国古代的统一与各族文化的交流和发展有过一定贡献。《诗经·商颂·玄鸟》：“武王靡不胜。”《诗经·商颂·长发》：“武王载旆，有虔秉钺。”郭沫若認為这里的“武王”是指帝辛，他在生前曾深受百姓的爱戴，是殷民心目中的“武王”。

## 相关文物

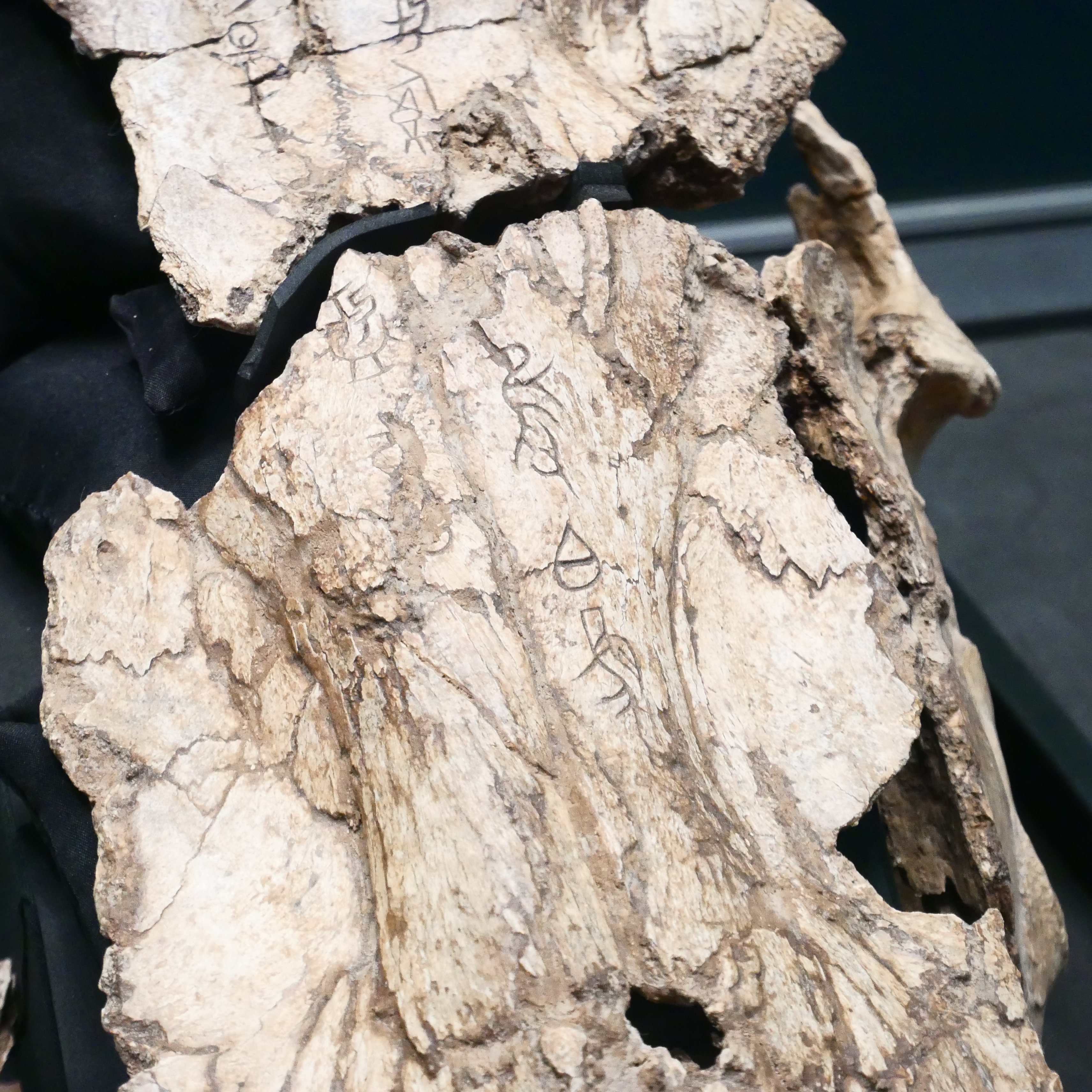
帶卜辭聖水牛頭骨，記載帝辛十年商王獵得白兕。

帝辛时期的青铜器有很多，例如现存于北京故宫的二祀邲其卣、四祀邲其卣、六祀邲其卣分别是帝辛二年、四年、六年时铸造的青铜器。这三件器物都提到了邲其这个人物，据铭文记载，他协助帝辛进行了祭祀，帝辛赏赐了他贝币。除此之外还有作册般青铜鼋、版方鼎、宰虎角等等。从当时的金文中可以知道作册般为帝辛时期的史官。

## 评价
1949年8月18日，毛澤東在《别了，司徒雷登》里，在当时的特定语境下，曾将武王伐纣类比于此时的人民解放战争。1958年11月，毛澤東在阅读了斯大林《苏联社会主义经济问题》之后的谈话中又说，“其實紂王是個很有本事、能文能武的人。他經營東南，把東夷和中原的統一鞏固起來，在歷史上是有功的。紂王伐徐州之夷，打了勝仗，但損失很大，俘虜太多，消化不了，周武王乘虛進攻，大批俘虜倒戈，結果商朝亡了國。”“商紂王是很有本領的人，周武王把他說得很壞。他的俘虜政策做得不大好，所以以後失敗了。”

## 後世創作
纣王也是明代文學小說《封神演义》中的一个登场人物，在该小说中也称他为“寿王”。

## 影视错误
“纣”是周朝统治者给的谥号，影视作品在他活着的时候称他为“纣王”，但当时帝辛还没有死，不可能用周朝统治者给他的“谥”。
《逸周书·谥法解》记载谥法起源于周公旦（“维周公旦、太公望，开嗣王业，建功于牧之野，终将葬，乃制谥”），但现在一般认为《逸周书·谥法解》是战国时期的托古之作，谥号实际上是西周中期礼制改革之后的产物，也有人认为谥法起源于更晚些时候（周厉王时期甚至春秋时期）。总之，在商纣王帝辛时期，谥号还未流行。另外，《牧誓》中记载的周武王牧野之战时发表的檄文，里面称呼帝辛为“商王受”。

## 電影
- 《妲己》由申永均飾演。
- 《哪吒之靈珠重生》由許占偉飾演。
- 《封神传奇》由梁家辉飾演。
- 《封神第一部：朝歌风云》、《封神第二部：戰火西岐》由费翔飾演。

## 電視劇
- 《封神榜 (1981年)》無綫電視劇集由譚炳文飾演，在《歡樂今宵》欄目中播映。
- 《封神榜 (1989年)》由張續成飾演。
- 《封神榜 (1990年)》上海香港合拍電視劇由達奇飾演。
- 《蓮花童子哪吒》由程建勳飾演。
- 《封神榜 (2000年)》中國電視公司劇集由蘇炳憲、萬鴻貴飾演。
- 《封神榜 (2001年)》無綫電視劇集由鄭子誠飾演。
- 《封神榜 (2006年)》由馬景濤飾演。
- 《封神榜 (2009年)》由呂良偉飾演。
- 《封神英雄榜》、《封神英雄》由吳卓翰飾演。
- 《封神演義 (2019年)》由鄒兆龍飾演。
- 《夢回朝歌》由保劍鋒飾演。
- 《哪吒與楊戩》由葉項明飾演。
- 《封神之天啟》由羅嘉良飾演。
- 《封神榜·妖滅》由許凝飾演。

## 脚注
1. ↑  據《中華通史》第一冊，章嶔著
2. ↑  祖君彥《為李密檄洛州文》：“達等助紂為虐，嬰城自固。”
3. ↑  《论语·子张》
4. ↑  意思是宠信妲己，建立酒池肉林
5. ↑  《呂氏春秋．貴直論．過理》：“糟丘酒池，肉圃為格，雕柱而桔諸侯，不適也。刑鬼侯之女而取其環，截涉者脛而視其髓，殺梅伯而遺文王其醢，不適也。文王貌受，以告諸侯。作為琁室，築為頃宮，剖孕婦而觀其化，殺比干而視其心，不適也。”